# Línea 181 (Montevideo)
La línea 181 es una línea urbana de Montevideo que une Paso Molino con Pocitos en modalidad de circuito. Al igual que la línea 183 ambas líneas tienen como punto de partida el Viaducto de Paso Molino y el mismo punto de llegada en el barrio Pocitos, por lo cual realizan un circuito combinado.

## Características
Esta línea, junto con la línea 183, realizan un circuito combinado entre sí. A diferencia de la línea 183, la línea 181 al iniciar su recorrido se separa de su línea hermana, circulando por Camino Castro para luego doblar en la Avenida Millán, circulando precisamente por el Museo Juan Manuel Blanes, para luego reencontrarse con su línea hermana en el cruce de las Avenidas Luis Alberto de Herrera y Millán (utilizando la rotonda en la cual se encuentra el monumento a Aparicio Saravia) para doblar y continuar el recorrido juntas por la Avenida Luis Alberto de Herrera hasta el cruce de la misma con la Bulevar Artigas (en dónde se encuentra el Shopping Nuevocentro) en dónde se separan nuevamente, continuando por la Avenida Luis Alberto de Herrera pasando por la intersección con la Avenida 8 de Octubre (en dónde antiguamente se realizaba el último descenso). Para finalmente realizar su último descenso en el barrio Pocitos (aunque en algunas frecuencias continúan por Avenida Luis Alberto de Herrera para realizar un descenso intermedio en la terminal, ubicada en sobre la Rambla Charles de Gaulle, más conocida como Kibón) para luego cambiar su destino a Paso Molino y sin realizar espera dobla hacia la Rambla República del Perú para luego continuar por Bulevar España hacia Bulevar Artigas para realizar por la misma ruta de ida que la línea 183 regresando a Paso Molino en sentido inverso, circulando así por el Hospital Pereira Rossell y por la Terminal y shopping de Tres Cruces.

## Recorridos
Circula por los barrios: Paso Molino, Prado, Atahualpa, Brazo Oriental, Jacinto Vera, Larrañaga, La Blanqueada, Parque Batlle, Buceo, La Mondiola, Pocitos, Parque Rodó, Cordón, Tres Cruces, Jacinto Vera, Brazo Oriental, Atahualpa, Prado y Paso Molino.
Circuito
- Terminal Paso Molino (Viaducto de Paso Molino)
- Tembetá
- Avenida Agraciada
- Camino Castro
- Avenida Millán
- Avenida Luis Alberto de Herrera
- Cambia el destino a Paso Molino
- Avenida Luis Alberto de Herrera
- Rambla de República del Perú
- Bulevar España
- Bulevar Artigas
- Avenida Luis Alberto de Herrera
- Avenida Carlos María de Pena
- Camino Castro
- Avenida Carlos Brussa
- Rambla María Eugenia Vaz Ferreira
- Tembetá
- Avenida Agraciada
- Terminal Paso Molino (Viaducto de Paso Molino).